# 侠家挙
俠家挙（きょうかけん）、俠家（きょうか）とは、中国武術の一種で南挙に属している。

## 歴史
チベットの武術であるラマ挙や白鶴派を源流としており15世紀ごろ、臨済派和尚星龍長龍が王隠林に伝えたのが最初といわれている。しいて挙げればこれらの起源は虎形にあるといわれている。一般には長橋大馬を主な特徴としているが、中身は防御をせず敵との間合いを保ち、動きを巧みに変化させるなどの長橋大馬・窄馬短打が調和され一体となっている。螺旋勁・離心勁・寸勁を多用することで、柔法を半分、剛法を半分とし、その姿は「棉裏蔵針」と称されている。套路は小羅漢拳、大羅漢拳（達磨拳）などがあり、武器は侠家単剣刀、黄龍棍などがある。また様々な外功法・内功法も伝わっている他、洪家拳と兼修する者も多い。現在はチベットより中国南部での修行者が多い。
王隠林には多くの弟子がいたため、彼の次の世代で3つの流派に分かれている。弟子の一人である王倫の流派は侠拳（侠家拳）と名乗り、他の2つの流派もラマ挙、白鶴挙と名乗っている。